# Rață roșie

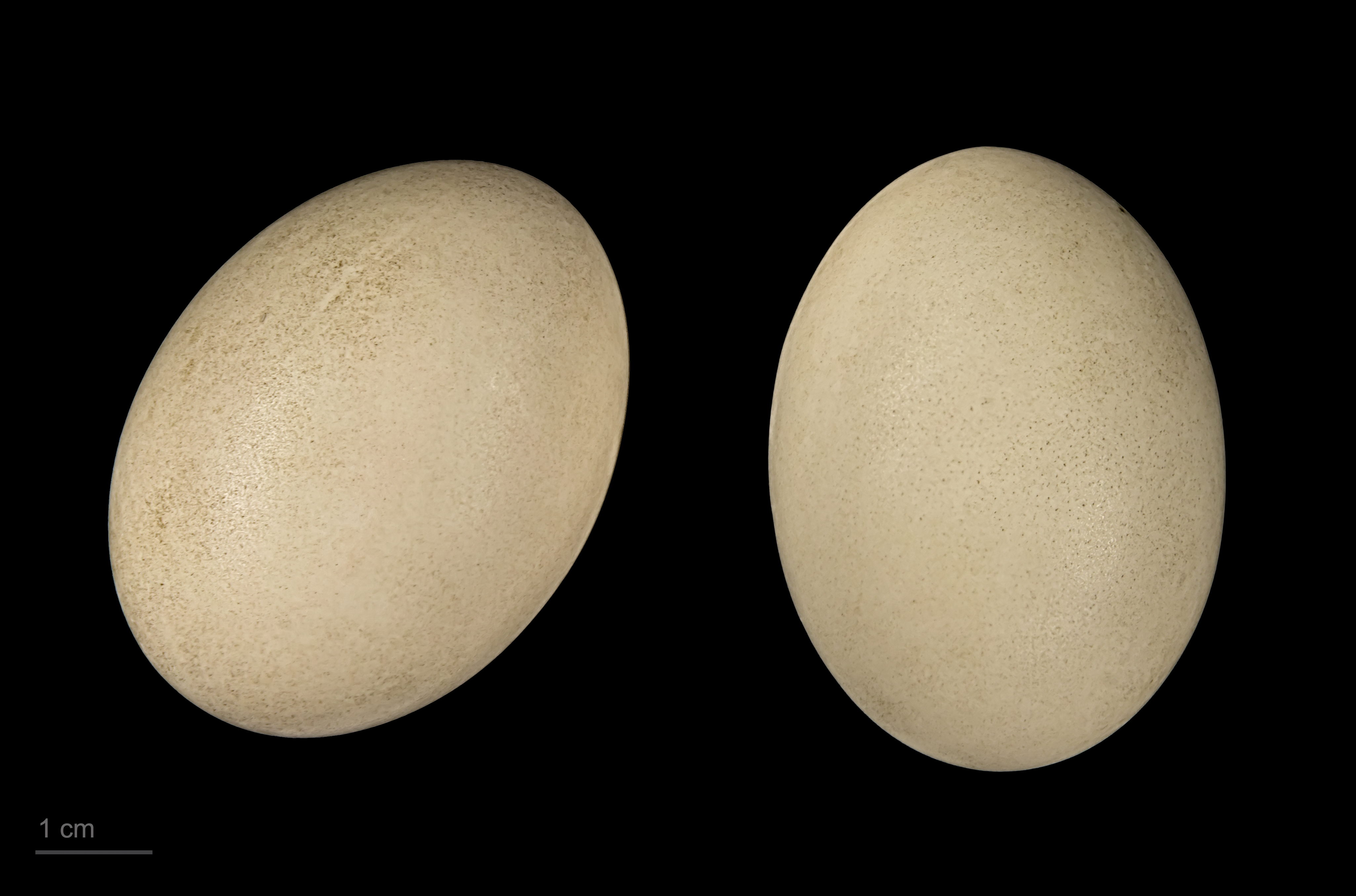
Aythya nyroca - MHNT

Rața roșie (Aythya nyroca) este o specie de rață scufundătoare de mărime medie din Eurasia

## Descriere
Lungimea ratei roșii este de 38-42 cm, anvergura aripilor de 60-67 cm cm, iar greutatea de 450-650 g. Este o pasăre migratoare ce cuibărește în Europa și Asia, prin mai-iunie. Are o culoare roșie întunecată. Depune în stuf 7 până la 11 ouă mici cu o nuanță roșcată, iar clocitul durează 25 de zile. Puful puilor este cenușiu întunecat.

## Galerie

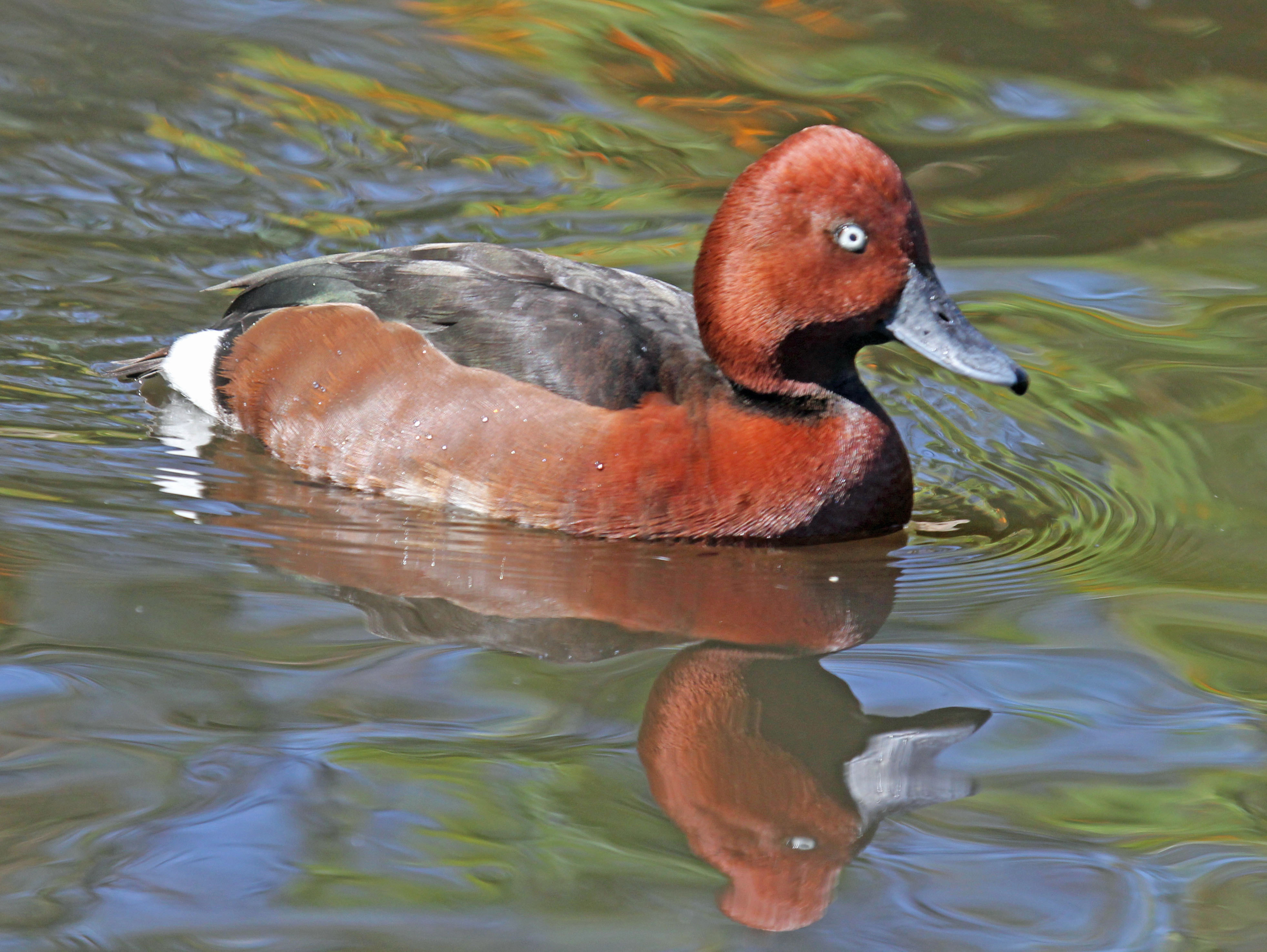
Mascul
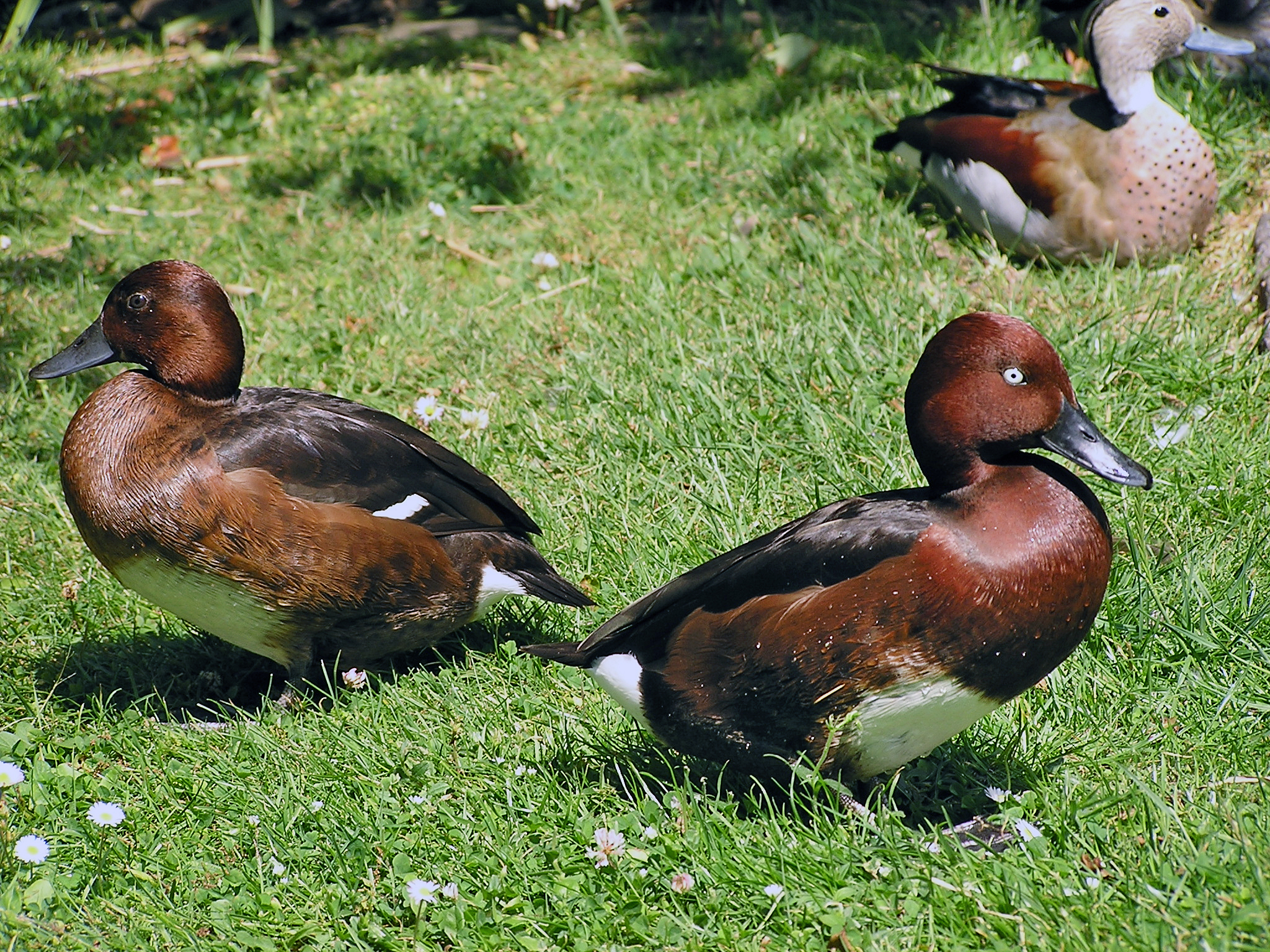
Raţe
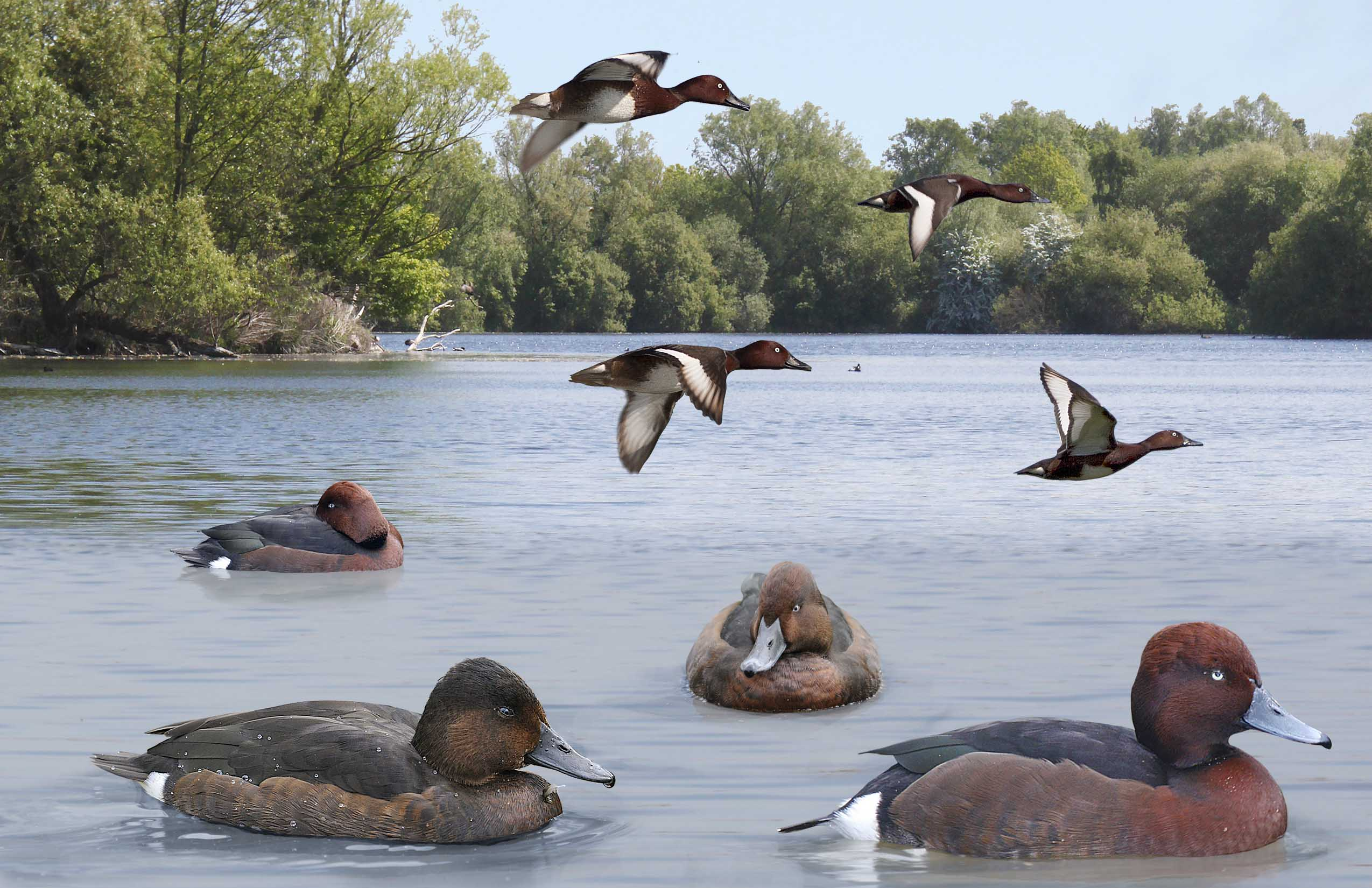
Mai multe păsări